# Христианский антисемитизм

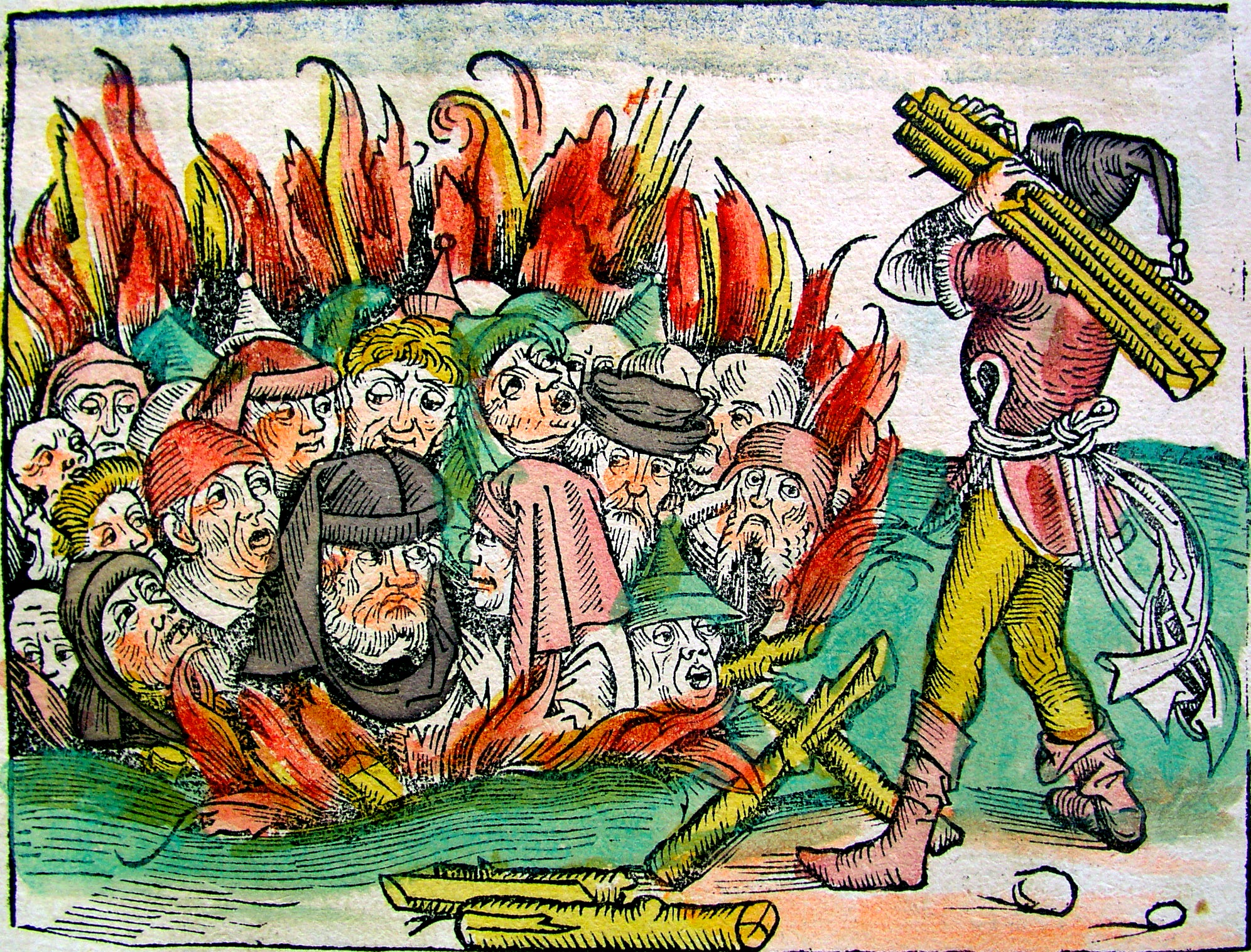
Сожжение евреев в Деггендорфе (Бавария) из-за обвинения в осквернении гостии (1338). Ксилография из «Нюрнбергской хроники» (1493)

Христианский антисемитизм (христианский антииудаизм) рассматривается многими учёными как начало антисемитизма в качестве полноценного социального явления.
Опирается преимущественно на выраженную уже в Новом Завете идею коллективной ответственности евреев за распятие Иисуса, а также на характеристику евреев как презренных и вечных врагов Христа и, следовательно, всех честных христиан. Благодаря религиозному авторитету Нового Завета идея этой ответственности стала первоисточником позднейшей христианской клеветы на иудаизм и богословского антисемитизма.
В рамках христианской традиции создавалась специальная литература Adversus Judaeos — против иудеев: выпускались полемические прокламации и памфлеты, доказывающие ошибочность иудаизма и обвиняющие евреев в различных преступлениях. В создании этой литературы принимали участие известнейшие представители христианской церкви как на Востоке, так и на Западе христианского мира. Принципы, заложенные в этой антиеврейской христианской литературе, нашли отражение в политической жизни и повлияли на отношение римских властей к еврейским общинам и на имперское законодательство, касающееся евреев.
На протяжении истории христианства евреи подвергались преследованиям и унижениям. История евреев в христианском мире включает чередование периодов сравнительной терпимости, более или менее жёстких притеснений, законодательных ограничений, изгнаний, погромов и массовых убийств. Ситуация с притеснением евреев менялась в зависимости от времени, места, экономических и иных обстоятельств. Так, законодательные ограничения могли игнорироваться или смягчаться отдельными правителями, которые предоставляли евреям специальные привилегии.
Христианский антисемитизм оказал глубокое влияние на последующие разновидности антисемитизма вплоть до современных. Христианский троп лат. peccatum Iudaeorum — «грех иудеев» под влиянием расового поворота и антиглобалистской конспирологии постепенно трансформировался в идею «еврейского (жидомасонского) заговора». Широкое распространение антисемитского законодательства и почти повсеместное соучастие неевреев в актах уничтожения евреев нацистами необъяснимы без учёта масштабного многовекового явления христианского антисемитизма.

## Терминология
Термины антииудаизм и антисемитизм вызывают трудности при использовании в качестве аналитических понятий в социальных науках; среди учёных имеются существенные разногласия по поводу их определений. Одними авторами термин «антииудейский» относится только к христианскому богословию, другие могут применять его также к дискриминационной политике церквей, которая является следствием этой теологии. Некоторые называют «антисемитскими» направленные против иудаизма и евреев христианские тексты, в то время как другие отвергают использование этого термина до его появления в конце XIX века, одновременно используя его как аналитическую концепцию. Эти два понятия могут противопоставляться (как новое и старое, политическое и религиозное и др.). Такая оппозиция оказалась плодотворной в изучении антиеврейского расизма, однако она становится эпистемологическим препятствием при описании взаимосвязи между религиозными и расовыми проблемами в XIX веке.
Начиная с 1945 года, в большинстве научных работ об антисемитизме и в работах, посвящённых ответственности христианских церквей за уничтожение евреев во время Второй мировой войны, нацистский антисемитизм (враждебность к евреям как расовой группе) противопоставляется христианскому антиудаизму (христианской враждебности к еврейской религии), как новое старому, современное традиционному, политическое религиозному.
Политический историк Ханна Арендт в работе «Об антисемитизме» (1951) рассматривала антииудаизм и антисемитизм как полностью самостоятельные явления: антисемитизм она понимала как светскую идеологию, существующую с XIX века, антииудаизм — как религиозную ненависть к евреям, вдохновлённую антагонизмом двух конфликтующих вероисповеданий; «и даже то, в какой степени первый черпает аргументы и эмоциональные воззвания из второго, остаётся под вопросом». Соответственно, политическая идеология не имеет ничего общего с религиозной доктриной, а антисемитская враждебность — с христианской враждебностью по отношению к евреям. Поэтому, согласно Арендт, бесполезно искать «христианские корни антисемитизма» — поскольку он появился только на закате национального государства, с подъёмом империализма и производного от него тоталитаризма. Этнолог Жанна Фавре-Саада считала, что такому жёсткому разделению антииудаизма и антисемитизма противоречат реальные ситуации, например, отношения между католической церковью, иудаизмом и евреями начиная с XIX века, которые нельзя описать однозначно ни тем, ни другим термином.
Историк Жюль Исаак (1964) использовал «анахронизм», заявив о «христианском антисемитизме» в XV веке. Он пытался показать, что социальный факт не нуждается в названии, чтобы существовать: христианская культура «презрения» и преследования евреев уже несли в себе то, что позже было названо антисемитизмом.
Историки Томас Ниппердей и Рейнхард Рюруп в историческом словаре немецких политических идей (1972), переизданном несколько раз, акцентируют внимание на культурной революции, вызванной «изобретением» антисемитизма. Они писали, что представляют концепции исторических деятелей 1880-х годов, понимавших антисемитизм как «враждебность к евреям и иудаизму, которая совсем не тождественна традиционной антипатии к евреям, существовавшей в то время в Восточной Европе и Юго-Восточной Европе». По их мнению, авторы XIX века считали, что антииудаизм исчез из цивилизованных регионов, но все ещё сохраняется в нескольких очагах в пограничных регионах христианской Европы, где люди более легковерны. Ниппердей и Рюруп считали, что «Термин [антисемитизм] не только дал новое определение старому врагу: он определил нового врага». Антисемитизм понимается ими как секуляризованная форма антипатии к евреям и их идеологии; в рамках антисемитизма антипатия не была направлена в отношении иудаизма, антисемитизм не опирался на христианскую антипатию. Фавре-Саада, напротив, отмечает, что в 1880-е годы можно было идентифицировать себя и как христианина, и как антисемита.
Фавре-Саада считала, что строгое противопоставление понятий антииудаизм и антисемитизм способствует игнорированию влияния христианских церквей на процесс, который привёл к возникновению расового антисемитизма и к уничтожению европейских евреев нацистами.

## Содержание
По мнению социолога Колетт Гийомен, христианский антииудаизм, в отличие от расового антисемитизма, не исключает евреев полностью, поскольку христианское учение содержит идею о единстве человечества и предлагает евреям спасение через обращение. Жанна Фавре-Саада отмечала, что этому противоречит политика церквей, их конкретные действия в отношении евреев и заявления священнослужителей — во времена l’age de la foi, но особенно в XIX и XX веках; христианство не может быть сведено к наиболее официальному изложению своего учения, и часто сама религиозная власть противоречит учению.
Причины напряжённости между христианством и иудаизмом не ограничены различиями в религиозных верованиях и догматах, существующими между любыми религиями. Длительная история преследований евреев со стороны христиан в значительной мере стала уже результатом существующей напряженности. Конфликт возник преимущественно по причине противоречивого положения Церкви по отношению к народу Израиля. Церковь рассматривала христианство не как новую религию, но как воплощение обетований Библии (Ветхого Завета), которые выражены в завете (союзе) Бога с патриархами и пророчествах, таким образом, признавая, что в основе её лежит иудаизм. Иисус считается не просто избранным Богом спасителем, но обещанным сыном Давидовым, помазанником Божим (машиах бен Давид). По этой причине Церковь претендует на то, чтобы быть «истинным Израилем» Бога. С точки зрения христианства, именно мессианская универсализация спасительной миссии выражает избрание Богом Авраама, в семени которого благословляются все народы. Эта миссия вначале, в течение подготовительного периода, была вручена лишь одному народу (Израилю по плоти) — до прихода Мессии — Иисуса. Согласно учению Церкви, Закон отражал Божью волю в подготовительный период, но потерял свою действенность после того, как «был исполнен во Христе», на место Закона пришло царство благодати. Это учение, а также евангельские рассказы о критике Иисусом фарисеев как лицемеров и представителей механического ритуал, создавали враждебность.

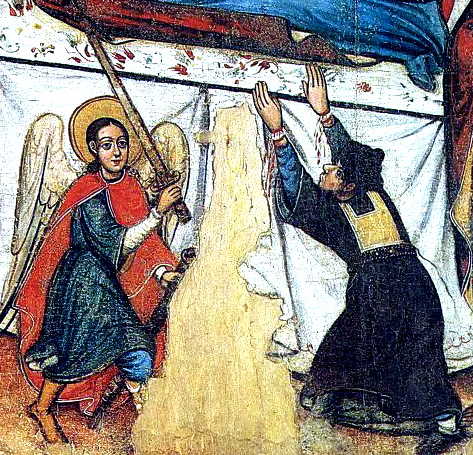
Фрагмент иконы Успение, последняя четверть XVII века, Никольская церковь в Кричаве. Еврей, посягающий на покров Богородицы, и ангел, отсекающий ему кисти рук. «Этнографические» детали костюма еврея: нагрудник со свисающими нитями, белые чулки, халат

В условиях стремления отделить зарождающееся христианство от иудаизма и с целью ограничить «иудаизацию» христианства словесные нападки на евреев и иудаизм стали обычным явлением. Во многих местах коллективно выдвигались прямые провокационные обвинения: евреи — ненавистники человечества или педантичные, злобные законники. Часто сами действия и слова евреев рассматривались как их самообвинения. В то время как дохристианский антисемитизм возник на основе более или менее сознательного негативного восприятия исключительности, своеобразного поведения евреев и других связанных с этим факторов, христианский антисемитизм процветал благодаря идее коллективной ответственности евреев за распятие Иисуса, а также характеристике евреев как презрительных и вечных врагов Христа и, следовательно, всех честных христиан.
Одну из основ антииудаизма христианской литературы составила замена содержания древнееврейских понятий «сын человеческий» и «помазанник», «спаситель» на новозаветные с определениями евангельского толка. Таким образом, Ветхий Завет предоставлял большое число «доказательств» истинности Нового Завета, которыми считаются многочисленные примеры употребления понятий «сын человеческий» и «спаситель» в Пятикнижии, Пророках и Писаниях, что позволяло утверждать «изначальность» евангельских образов, а отказ «окаянных» принять христианство трактовать как «смертный грех», наказанием за который и стало «отверженье жидовьстѣ». Различия в ожиданиях пришествия Спасителя у иудеев и христиан привело к противопоставлению иудейского Машиаха христианскому Мессии. Апокалиптический образ «лжепророка», который гибнет вместе со «зверем багряным», с течением времени трансформировался в образ Антихриста. Эти оппозиции определили противопоставление «бывшего» «избранного Богом» народа «истинно верующим». Выводом стал обвинительный акт против иудеев.
Антисемитская полемика, характерная для раннего христианства, и включение полемического материала в христианское богословие имели существенные последствия для будущих иудейско-христианских отношений. Христианство обосновывало свою актуальность в том числе тем, что с точки зрения христиан, послание иудаизма устарело; это демонстрировалось разрушением и слабостью еврейского народа, чему сами христиане могли способствовать при помощи вспышек антисемитского насилия или антиеврейского законодательства. С ростом христианства, резко противостоящего евреям и иудаизму, литературный антисемитизм стал неотъемлемой частью литературы средиземноморско-европейского мира и продолжал оставаться таковым пока западная литература существовала в рамках христианской религии.
Эстетические средства, при помощи которых христианские литературные антисемитские тексты возлагают ответственность за распятие Иисуса на весь еврейский народ, включая прошлые, настоящие и будущие поколения, являются практически постоянными в корпусе текстов, которые были вошли в канон Нового Завета, в проповедях отцов Церкви и в рамках религиозных праздников, которые трансформировались в мистерии и страстные пьесы, достигшие пика популярности в позднем Средневековье и эпоху раннего Возрождения.
Для христианства сходство его с иудаизмом служило в качестве доказательства воплощения в христианской религии всего истинного в Ветхом Завете, тогда как сами иудеи, с христианской точки зрения, сохранили лишь «пустую скорлупу», выродившуюся и испорченную форму ранее истинной религии. Попытки насильственного крещения евреев не были редкими, однако ранние отцы церкви и средневековая церковь не поощряли подлинную миссионерскую деятельность среди евреев. Миссионерское богословие исходит из предпосылки, что Евангелие («благую весть») необходимо проповедовать тем, кто эту весть не знает. Евреи, однако, с точки зрения христианства, принадлежат к другой категории. Они первыми получили Божественной обетование и «благую весть», но отвергли их, поэтому продолжают жить лишь как живое свидетельство упрямства, ослепления и Божьего гнева. В то же время христиане принуждали евреев принимать участие в религиозных диспутах и выслушивать миссионерские проповеди, что среди прочего способствовало враждебности между этими двумя группами.
Израильский религиовед Дэвид Флюссер считал христианство более бедной формой иудаизма и крайне антиеврейской религией. По его мнению, что неспособность христианства обратить еврейский народ в новую веру как раз и является причиной сильной антиеврейской тенденции в христианстве.
После трансформации христианства в государственную религию Римской империи, а затем и других стран, в отношении евреев были созданы особые богословские теории, касающиеся их места в установленной, с точки зрения государственного христианства, Богом структуре мира и их судьбы. Появились различные формы законодательства относительно евреев, основанного на римском праве, каноническом праве, а также различных указах и дискриминационных постановлениях, издававшихся правителями, феодальными князьями и городами. В редких случаях евреи освобождались властями от некоторых ограничений и получали отдельные привилегии.
В рамках народной религии сложилось отношение к евреям, подкрепляемое верным или ошибочным восприятием богословских доктрин, например, в мистериях о страстях Господних. В условиях идейного господства церкви естественным образом возникала идея, что евреи находятся за пределами освящённого церковью порядка общества и, как следствие, они воспринимались как члены параллельной, прямо противоположной, антицерковной структуры — «синагоги Сатаны».
Сроки конца света в христианстве не определены, в связи с чем всегда находились те, кто пытался найти видимые и невидимые знаки приближения Апокалипсиса. В религиозной среде Средневековья выбор виновников был небольшим, подозрения обычно падали на иудеев. Изначальный христианский антииудаизм — идея «греха иудеев» переносится на тематику конца света и трансформируется в аргумент финальной космической драмы, соединяясь с образом антихриста и «колена Данова». На протяжении многих веков, темы ожидания антихриста и его связи с евреями вспыхивали, обычно независимо друг от друга, в периоды наибольшего социального напряжения, на исторических переломах, однако христианская эсхатологическая мысль и литургическая рутинная повседневность обычно обходились без этих двух элементов.

## Истоки
Наблюдается постепенная эволюция от эллинистического периода, когда антисемитизм был главным образом литературным явлением, имевшим неопределённые последствия для читательской аудитории, ко времени, когда возникли конкретные социальные и политические последствия этого явления. Эти изменения ускорились и усилились с возникновением и окончательной гегемонией христианства в Европе.
Прямые негативные высказывания в Александрии, направленные против евреев, в совокупности с легендами создали основу для последующей разработки негативных мифов римского и христианского литературного антисемитизма, а также мотивировали антисемитское законодательство и вспышки насилия против евреев, начиная с I век н. э. Несмотря на различия между языческим антисемитизмом и христианским, преемственность между этими двумя типами ненависти к евреям связана в том числе с литературным антисемитизмом. Сэмюэл Сэндмел считал, что между языческим антисемитизмом и христианским не существует связи: первый действовал в среде, совершенно чуждой иудаизму и еврейскому народу; христианский связан с теми, кого Сэндмел называет «квазиинсайдерами» (ложными своими). Сэндмел настаивал на чётком различии между раннехристианской критикой иудаизма и христианским ожесточением по отношению к евреям. Так, апостол Павел осуждал иудаизм, а не евреев. Однако на практике тонкое различение этих двух категорий не всегда наблюдается в Евангелиях, Деяниях и других ранних христианских произведениях.
Виктор А. Техеровер связывает схожие тенденции в языческом и христианском литературном антисемитизме: подобно тому, как антисемиты предыдущего периода обвиняли евреев во враждебности к богам и всему языческому миру, так христиане обвиняли евреев в ненависти к Христу и его последователям. Многие из прежних антисемитских аргументов были переработаны христианами и были изобретены новые.

## Новый Завет
Евангелия были написаны, когда евреи, верившие в воскресение Иисуса, все ещё составляли одну из групп разнообразного еврейского населения. Некоторые собрания таких верующих, или церкви, начали принимать в свои общины неевреев, но многие из них ещё были преимущественно еврейскими по своему составу. Некоторые из евангельских отрывков, которые использовались для пропаганды враждебности по отношению к евреям в последующие века, в действительности возникли в ходе дебатов внутри церквей на тему требований к приёму неевреев; дебатов с современниками-евреями о значимости фигуры Иисуса, особенно в ситуации, когда евреи внезапно лишились Храма; попыток представить церкви в позитивном свете перед Римской империей.
Евангельские отрывки, которые оказались особенно актуальными для более поздних взаимоотношений между евреями и христианами, включают описания взаимодействия Иисуса с его еврейскими современниками, особенно в плане дебатов о надлежащем соблюдении Торы, и те, которые рассказывают об обстоятельствах его казни.
В Евангелии от Марка отношение к иудаизму отчуждённое, хотя фарисеи изображены особенно враждебными Иисусу. Автор комментирует, что Иисус «объявил всю пищу чистой» (Мк. 7:19), то есть отменил законы кашрута, но этот отрывок, вероятно, отражает практику преимущественно нееврейской церкви, от которой исходит данное Евангелие, а не взгляды самого Иисуса. Более поздние дебаты о личности Иисуса отражены в таких сценах, как та, в которой первосвященник задаёт вопрос, является ли Иисус «Сыном Благословенного» (Мк. 14:61). Первосвященники и книжники требуют смерти Иисуса в повествовании о страданиях, но мотив Евангелия от Марка, что ни один человек на самом деле не понимает Иисуса, нивелирует враждебность как фарисеев, так и лидеров Храма.
Евангелие от Матфея, похоже, исходит из преимущественно еврейской церкви. Иисус этого Евангелия не отменяет законы кашрута, а скорее настаивает на том, что любой, «кто нарушит одну из заповедей сих малейших и научит так людей, тот малейшим наречется в Царстве Небесном»(Матф. 5:17—19). Для Евангелия от Матфея Иисус — тот, кто в окончательном виде учит Торе. Чтобы прояснить это, автор использует цитаты и намёки на многих персонажей из еврейских писаний, особенно на Моисея. Автор Евангелия от Матфея верит, что по воле Бога все евреи должны жить в соответствии с учением Иисуса. Он выступает против конкурентов за влияние в иудейском мире после Храма, в первую очередь против фарисеев, которых в главе 23 называют «слепыми вождями слепых», «лицемерами» и «окрашенными гробами».
Среди христианских антиеврейских текстов особое место занимает отрывок из Евангелия от Матфея, в котором ответственность за распятие Иисуса возлагается на весь еврейский народ, включая прошлые, настоящие и будущие поколения. Соответствующая сцена происходит, когда Иисус стоит перед Пилатом:

Пилат говорит им: что́ же я сделаю Иисусу, называемому Христом? Говорят ему все: да будет распят. Правитель сказал: какое же зло сделал Он? Но они ещё сильнее кричали: да будет распят. Пилат, видя, что ничто не помогает, но смятение увеличивается, взял воды и умыл руки перед народом, и сказал: невиновен я в крови Праведника Сего; смотрите вы. И, отвечая, весь народ сказал: кровь Его на нас и на детях наших. Тогда отпустил им Варавву, а Иисуса, бив, предал на распятие (Матф. 27:22—26).
Этот отрывок используется в качестве доказательства центральной роли евреев в распятии Иисуса, вечной ответственности всех евреев за это деяние и желательности продолжительных наказаний евреев со стороны христиан.
Текст Евангелий имеет тенденцию преуменьшать ответственность Понтия Пилата за казнь Иисуса. Крик еврейской толпы: «Кровь Его на нас и на детях наших!» представляет собой традиционную формулу, согласно которой толпа принимает на себя ответственность за смерть, которую она требует. Фраза не относится к еврейскому народу и его будущим поколениям. Первоначальный смысл отрывка был полемическим и был задуман прежде всего для оправдания Пилата как представителя римских властей, который изображён несчастной жертвой обстоятельств. Только ввиду более резких и уничижительных упоминаний о евреях в Евангелии от Иоанна, в Деяниях и других местах Нового Завета и других христианских писаний, а также вследствие отрыва Иисуса от его собственного еврейского происхождения и идентичности за пределами синоптических Евангелий — читателю предлагается увидеть в отрывке более определённое антиеврейское послание, чем предполагает сам текст.
Филип А. Каннингем писал, что кровавое проклятие — предупреждение автора Евангелия от Матфея своим еврейским читателям не следовать «слепым» фарисейским вождям своего поколения, а вместо этого следовать учению Иисуса. Каннингем отмечает, что в последние десятилетия I века многие евреи обвиняли друг друга в разрушении Храма и автор этого Евангелия был среди них. Однако его слова получили разрушительное значение в последующие века.
Евангелие от Луки и Деяния Апостолов, традиционно приписываемые одному автору, демонстрируют сложный набор отношений к иудаизму. С одной стороны, автор подчёркивает, что Иисус, его семья и его последователи являются набожными, соблюдающими Тору евреями, и что церковь основана на божественной воли. В повествовании о страданиях автор обычно проводит различие между еврейскими лидерами и еврейским народом, изображая последний как скорбящий (Лк. 23:48). С другой стороны, в Деяниях Апостолов дано несколько речей, в которых апостолы пророчески противопоставлены своим еврейским современникам, например: «вы… Начальника жизни убили» (Деян. 3:14, 15). По мере продолжения Деяний сопротивление евреев распространению церкви усиливается. Отражая внутрицерковную динамику, Лука полагает, что Израиль возрождается в сообщество, состоящее из благочестивых евреев, которые принимают евреев и их единомышленников-неевреев. Другие евреи, считает он, истребятся из народа, поскольку приближается время суда Божьего (Деян. 3:21, 23).
Евангелие от Иоанна возникло в еврейской церкви, которая переживала болезненный разрыв с местной еврейской общиной. Явное утверждение этой церкви о том, что Иисус равен Богу («И еще более искали убить Его Иудеи за то, что Он не только нарушал субботу, но и Отцем Своим называл Бога, делая Себя равным Богу», Иоан. 5:18), рассматривалось как нарушение единобожия и вызвало своего рода изгнание из еврейской общины (Иоан. 9:22; 12:42; 16:2). Гнев автора(ов) по поводу этого конфликта в сочетании с удовольствием от иронии приводит к частому использованию в Евангелии собирательного выражения «hoi Ioudaioi», обычно переводимого как «иудеи». Для этого Евангелия «иудеи» — это те, кто находится во тьме, кто думает, что исполняет волю Божью, выступая против истины Иисуса, но которые показали себя вовсе не как настоящие иудеи. Иисус в версии этого Евангелия заменяет такие еврейские обряды, как суббота (Иоан. 5:1—47), Пасха (Иоан. 6:1—71) и Суккот (Иоан. 7—9). Он осуждает некоторых иудеев за то, что их отцом был дьявол (Иоан. 8:44). Наиболее значимо то, что именно «иудеи» восклицают римскому правителю: «мы имеем закон, и по закону нашему Он должен умереть, потому что сделал Себя Сыном Божиим» (Иоан. 19:7). Эту сцену предположительно сформировали дебаты после воскресения. Из четырёх Евангелий Евангелие от Иоанна в наибольшей мере выражает враждебность к евреям, которые не верят в торжество Иисуса.
Полемика в четырёх Евангелиях, согласуется с риторикой в другой еврейской литературе того времени, особенно в Кумранских рукописях. Поскольку эта полемика происходит между евреями, применение термина «антисемитизм» неуместно. Однако эти аспекты Евангелий были использованы в антисемитских целях в более поздние века.
Антиеврейский потенциал Евангелий был катализирован в период патристики (примерно со II по VI век). Нееврейское христианство собрало различные элементы из Евангелий в целях обоснования антиеврейской теологии, называемой суперсессионизмом. Отцы церкви объединили негативные аспекты дебатов Иисуса против его еврейских современников с кровавым проклятием из Матфея и с коллективным использованием «иудеев» Евангелями от Луки и Иоанна, создав портрет евреев и иудаизма как деградировавших и даже демонических врагов христианства. Эта религиозная картина делегитимированного раввинского иудаизма запечатлелась в представлениях христианской Европы и способствовала маргинализации евреев в христианском мире.

## Раннее христианство. Первые церковные соборы. Отцы церкви
Важную роль в отношении ранней христианской церкви к еврейской тематике сыграло влияние языческих писателей и концепций древности. Ранняя церковь выработала своё отношение к иудаизму в рамках греческого культурного мира.
В первые три века существования христианства, когда ещё не было единой церкви и каждая крупная община могла трактовать по-своему священные тексты, многие христианские общины мало чем отличались от иудейских. Переломным моментом стало основополагающее решение освободить новообращённых христиан от исполнения заповедей иудаизма и от обрезания на Иерусалимском соборе в 50 году н. э. Конкуренция в обращении язычников и обвинение евреев в богоубийстве постепенно разъединяли иудаизм с христианством и вызывали взаимную ненависть, которую для христиан обосновывал «теологический антисемитизм», активно развиваемый христианскими богословами. Одним из жанров раннехристианской литературы были апологетические сочинения Adversus Judaeos («Против иудеев»). Они формировали в христианской среде негативный образ иудеев и их религии.
Насущной потребностью ранних христиан, которые сами имели преимущественно еврейское происхождение, было отличать «истинное учение» от «ложного» в своих интерпретациях Нового Завета. С консолидацией ранней церкви «ложное учение» стало приравниваться к «еврейской практике». Такие авторы II века, как Иустин Философ и Егесипп, сообщают об антииудаизме ранней церкви.
Христианские богословы II века, включая Маркиона, обращались к учению Павла и других апостолов, с целью объявить «иудействующими» христиан, слишком акцентировавших внимание на плоти, другими словами, принимавших обрезание или чрезчур много внимания уделявших смертной составляющей Христа. Поскольку церковь всё больше превращалась в движение язычников, независимое от иудаизма, апелляция к еврейству стала средством, с помощью которого христиане осуждали ложную, с их точки зрения, практику. Иудаизм в их восприятии стал «антихристианством».
В «Диалоге с Трифоном» середины II века Иустин-мученик изложил основные аргументы в христианской полемике против иудеев. В этом произведении он заявляет, что отрицание еврейского закона было предсказано ещё в ветхозаветные времена (Ис. 51:4, 5), что христиане — это «истинный духовный Израиль и род Иуды, Иакова, Исаака и Авраама», и обвиняет евреев в том, что они «распяли Его, единого непорочного и праведного человека». По мнению французского историка М. Симона, именно отсюда берёт начало «христианский антисемитизм», когда ответственность за смерть Христа возлагалась на весь еврейский народ.
Первые христиане-неевреи испытали некоторое влияние иудейской религии, их привлекли иудейские учение и этика, они находились под влиянием синагог еврейской диаспоры, однако не были готовы взять на себя полное «бремя Закона», в особенности обрезание. В ранний период иудейское влияние и пример, предположительно, были сильными и убедительными и представляли, по мнению христианских пастырей, серьёзную опасность. Это вылилось в нападки на «иудействующих» в посланиях, сохранившихся в составе Нового Завета и поношение иудаизма в проповедях, например, такого отца церкви, как Иоанн Златоуст. С распространением христианства среди язычников в нём усилились нееврейские влияния, и после императора Константина и принятия христианства в качестве официальной религии в Римской империи в IV веке традиционные эллинистические гражданские, общественные и культурные антиеврейские представления соединились с собственно христианскими богословскими мотивами.
Церковные соборы в Эльвире, Никее, Антиохии и Лаодикии были созваны в период, когда христианство ещё находилось в процессе самоизобретения и определения. Они рассматривали, в том числе отношениями с нехристианами. Ни один из этих соборов не был созван специально для решения вопроса отношений с евреями, но большинство из них занимались этим вопросом попутно. Тем не менее, каноны, изданные по этому вопросу, были важными и влиятельными, иногда включаясь в более поздние сборники канонического права.
Эльвирский собор почти наверняка являлся первым на испанской земле. Учёные спорят о том, когда именно он был созван, но наиболее вероятные даты — между 305 и 310 годами. Собор издал восемьдесят одно правило, три из которых касались вопроса отношений христиан с евреями. Шестнадцатое правило запретило смешанные браки. Сорок девятое запретило христианам освящать свои продукты питания у евреев. Пятидесятое запретило священнослужителям и любым христианам обедать с евреями. Все три этих канона следует толковать осторожно. По мнению историка Кевина Мэдигана, «если их вырвать из контекста, они, похоже, отражают раннюю форму христианского антисемитизма. На самом деле, они могут отражать нечто совершенно противоположное». Правила могли быть приняты в качестве реакции на то, что христиане действительно вступали в смешанные браки с евреями, разделяли с ними трапезу и имели с ними в остальном нормальные социальные отношения. Предполагается, что создание этих правил было мотивировано не столько ненавистью к евреям, сколько опасением, что христиане продолжат считать иудаизм привлекательным, а евреев — дружелюбными и гостеприимными. Собор состоялся до того, как был обеспечен «триумф» христианства, и был проведён в регионе, где иудаизм в тот период был хорошо представлен. Его каноны могли отражать опасение, что церковь будет терять своих членов в пользу синагоги. Действительно, источники свидетельствуют, что в IV веке ряд высокопоставленных христиан в Испании обратились в иудаизм. С точки зрения Мэдигана, эти правила стали антисемитскими только в результате прочтения их вне контекста, а затем позже включения в своды законов, созданные в иных условиях.
Первый Никейский собор был созван в 325 году римским императором Константином. В начале IV века христианская догма всё ещё была очень изменчива. Собор в основном был посвящён развитию тринитарной доктрины, включая осуждение арианства как ереси. Собор также пытался установить единообразие между Востоком и Западом в дате празднования Пасхи, и именно в этой связи он косвенно затронул отношения с евреями и иудаизмом. Со II века некоторые восточные христиане, особенно в Малой Азии, праздновали Пасху в четырнадцатый день месяца нисана (четыренадесятидневники). На Западе и во многих восточных провинциях её обычно отмечали в следующее воскресенье. Никейский собор постановил, что Пасха должна отмечаться в воскресенье. Частично мотивацией для этого постановления стало желание разграничить христианский от иудейский обряды. Об этом свидетельствует письмо Константина, «сохранённое» Евсевием. По мнению Мэдигана, именно стремление к единообразию и желание разграничить христианство от иудаизма, а не презрение к последнему, мотивировали это постановление.
Первое правило Антиохийского собора, который состоялся в 341 году, показывает, что правило Никейского собора относительно Пасхи не соблюдалось повсеместно. Для тех, кто праздновал Пасху «с иудеями», то есть в день когда иудеи праздновали свою Пасху, собор вынес суровый приговор, отлучая нарушавших это предписание мирян, а также отстраняя любого такого клирика от служения как «причину погибели и развращения многих». Кроме того, он отлучал любого человека, который общался с низложенным клириком. Это единственное упоминание собора о евреях, но, поместив его в первое правило, епископы указали, насколько безотлагательным для них было разграничение христианской и иудейской религиозных практик.
Точная дата Лаодикийского собора неизвестна. Он состоялся после Антиохийского собора и до Первого Константинопольского собора 381 года. Лаодикийский собор издал шестьдесят правил, только два из которых касаются отношений с иудеями. Тридцать седьмое правило запретило принимать праздничные дары от иудеев и еретиков и праздновать с ними. Тридцать восьмое правило запретил принимать опресноки от иудеев «или приобщаться нечестиям их».
Постановления Антиохийского и Лаодикийского соборов в отношении евреев не были бы приняты, если бы запрещаемые практики не имели места. Предполагается, что вопреки или по незнанию более ранних соборных постановлений христиане все ещё разделяли трапезу с иудеями. Кроме того, они, вероятно, принимали участие в иудейских ритуалах, что предполагают ссылки на опресноки и «нечестия». Проблема с точки зрения епископов заключалась в том, что христиане продолжали положительно взаимодействовать с иудеями и даже участвовать в их религиозных обрядах. Другие свидетельства примерно того же периода времени, включая антииудейские проповеди Иоанна Златоуста, подтверждают это предположение. Соборные каноны часто включались в более поздние средневековые своды законов, где приобретали антисемитское значение, которое их первоначальные авторы не могли предвидеть или подразумевать.
Тенденции восприятия иудаизма как «антихристианства» получили дальнейшее развитие в средневековый период, становясь всё более политизированными. Начиная с враждебного по отношению к евреям эдикта императора Константина (313 год), влияние христианской церкви в мире всё более возрастало. Вместе с чем возрастало и «обучение презрению» к иудеям. В свою очередь, это приводило к их социальной дискриминации, кровавым наветам, погромам, совершавшимся христианами с благословения церкви, а также погромам, инспирировавшимся непосредственно церковью.
Одним из наиболее известных произведений христианской антииудейской литературы была Adversus Judaeos («Против иудеев»), серия христианских проповедей IV века Иоанна Златоуста, адресованная прихожанам Антиохийской церкви его времени, продолжавшим соблюдать еврейские праздники и традиции. В своих проповедях Златоуст в крайне резких выражениях нападал на иудаизм и синагоги в своём городе, в том числе представлял евреев убийцами Христа. По мнению учёных, злоупотребление его проповедями подпитывало более поздний христианский антисемитизм, а некоторые указывают на эти тексты как источник и оправдание для нацистского антисемитизма. Существует ряд других произведений, относящихся к литературе Adversus Iudaeos, в частности Тертуллиана и других авторов.
Блаженный Августин утверждал, что евреи, как народ проклятый и наказанный Богом, должны быть обречены на «унижающий их образ жизни» с тем, чтобы стать свидетелями истины христианства. В ходе диспута IV века другой богослов Иероним Стридонский и обвинил Августина в «иудействующих» тенденциях при защите иудейского закона; Августин, в свою очередь, обвинил Иеронима, в том, что «иудействующим» является он сам, поскольку читал не греческие переводы, а оригинальные еврейские тексты. Оба они не имели контактов с реальными евреями, однако их дебаты об опасностях, исходящих от иудаизма, стали основополагающими принципами последующих поколений христианских богословов. Богословский дискурс святых Иеронима и Августина оказал влияние на отношение средневековой церкви и европейских монархий к меньшинствам.
Амвросий Медиоланский, принадлежащий к отцам церкви, был назначен епископом Медиоланума (современный Милан) в 374 году. В то время Медиоланум был одним из двух самых могущественных епископских престолов в Европе. Большая часть епископской и писательской карьеры Амвросия была поглощена конфронтацией с арианами. Инцидент, произошедший вдали от епископского престола Амвросия Медиоланского, вовлек этого автора в спор вокруг евреев и иудаизма. В 388 году епископ Каллиникума, торгового города на реке Евфрат, был обвинен в том, что он подстрекал христиан своей епархии, якобы в отместку за оскорбление со стороны некоторых евреев города в отношении христиан, сжечь местную синагогу. Христиане сожгли и разграбили синагогу. Императорский чиновник доложил об инциденте императору Феодосию, который приказал епископу восстановить синагогу за свой счёт. Устроившие пожар должны были быть наказаны, а украденное имущество возвращено. Узнав о решении императора, Амвросий написал длинное письмо, призывая Феодосия изменить своё решение. Если епископ будет вынужден восстановить синагогу для «врагов Господа», утверждал Амвросий, он совершит акт отступничества. Более того, ни одна синагога не должна быть восстановлена за счет церкви: «Следует ли возводить здание для вероломных евреев из церковной добычи?» — вопрошал он. Как император мог дать «неверующим» победу над христианами? Феодосий отступил от своего требования, чтобы епископ восстановил синагогу, постановив, восстановление следует провести за государственный счёт. Тем не менее, он настоял на том, чтобы преступники были привлечены к ответственности, а всё имущество иудеев возвращено. Амвросий снова протестовал. Он утверждал, что «лживые евреи» сфабриковали обвинения в грабеже, чтобы христиан приговорили к рудникам. Император вначале не уступил, но последовали новые протесты, и Феодосий в конце концов сдался могущественному архиепископу Медиоланума, что создало негативный прецедент.
Иероним Стридонский, величайший христианский учёный IV века имел глубокие для своего времени знания истории, географии и филологии Палестины; ёмко писал о Библии, был самым плодовитым комментатором своего времени. В 382 году папа Дамасий поручил ему перевести Библию на латынь, результатом чего стала Вульгата, латинская Библия. Отношение Иеронима к евреям и иудаизму было сложным, и вызывает научные вопросы до настоящего времени. У Иеронима легко найти утверждения, которые воспринимаются как явно антисемитские. Он недвусмысленно возложил вину за распятие Христа на евреев. Иероним признавался, что ненавидит «людей обрезанных», называя их молитвенные дома «синагогами сатаны». Он осуждал Израиль как блудницу или прелюбодейку и заявлял, что евреи продолжали преследовать христиан даже в его дни. Иероним был убежден, что евреи произносили анафемы христианам три раза в день. Напротив, он уважал еврейскую учёность, много комментировал еврейские Писания и выучил иврит у еврейского учителя в Вифлееме. Пытаясь объяснить это противоречие, некоторые учёные утверждали, что Иероним защищался от христиан, которые критиковали его именно за использование иврита и за освоение еврейских традиций; они утверждают, что резкость его антиеврейской риторики была вызвана самозащитой. Другое возможное объяснение заключается в том, что непоследовательные замечания и взгляды Иеронима отражали собственную двойственность христианства по отношению к религиозной традиции, которая была, по сути, его прародительницей, но оставалась опасным и привлекательным соперником. Если рассматривать антисемитскую риторику Иеронима вне контекста, она была одной из самых негативной в христианской древности и цитировалась в качестве авторитетной в иных условиях Средних веков.
Иларий Пиктавийский стал епископом своего родного города в Галлии (Франция) около 350 года. Главным епископским и литературным делом Илария на протяжении всей его жизни было противодействие неортодоксальным арианам, за что он подвергался ссылке. Евреи и иудаизм занимали в его трудах менее заметное место, чем у Иеронима, и он никогда не сталкивался с серьёзными спорами, связанными с евреями, как Амвросий. Его отношение к евреям и иудаизму также было гораздо менее сложным и сочувственным, чем у Иеронима. В своём комментарии к Евангелию от Матфею Иларий писал: «До того, как был дан Закон, иудеи были одержимы нечистым дьяволом, которого Закон на время изгнал, но который вернулся сразу же после их отвержения Христа». Его биограф Венанций Фортунат сообщал, что Иларий не принимал трапезу с евреями и даже не отвечал на приветствие с их стороны на улице. Однако это было написано более чем через два столетия после смерти Илария и может отражать реалии VI века, а не IV, когда многочисленные церковные соборы безуспешно постановляли, что иудеи и христиане не должны принимать пищу совместно. В трудах Илария о евреях и иудаизме мало что является позитивным. Подобно Амвросию и Иерониму и почти всем прочим древним христианским писателям, Иларий редко упоминал конкретного еврея. Вместо этого древние отцы церкви ссылались на «евреев» на языке стереотипов и обобщений. В греческой и римской этнографии имелось достаточно прецедентов для того, чтобы говорить о «чужих» народах таким образом.

## Средние века
Православие унаследовало от отцов церкви сильную антииудаистскую полемическую тенденцию. Особым авторитетом в восточной церкви пользовались антиеврейские проповеди Иоанна Златоуста. Византийская церковь время от времени обращалась к полемике с евреями и периодически прибегала к репрессиям против них. Тем не менее, положение евреев в Византии было существенно лучше, чем у язычников или христиан, объявленных еретиками. С ужесточением относящегося к евреям Византии законодательства в начале V века в их положение стало быстро ухудшаться. К началу VI века политические и религиозные идеи слились в имперском законодательстве в соединение роли императора как главы государства и защитника христианской веры. Это создало угрозу для евреев и других иноверцев. Кодекс Юстиниана называл евреев «мерзостный народ», «прозябающий во тьме: их души не воспринимают истинных таинств» (Новелла 45).
Хотя римское право сохраняло минимальное уважение к жизни и личности евреев, однако часто религиозный фанатизм и другие законодательные акты оказывались сильнее. Фома Аквинский, опираясь на церковные традиции и естественное право, в данном случае, естественное право родителей на их детей, выказывал возражения против того, чтобы отнимать еврейских детей у родителей с целью насильственного крещения, несмотря на то, что другие авторитеты церковного права отставали эту практику. Христианский проповедник Бернар Клервоский, который активно протестовал против массовых избиений евреев во время Второго крестового похода и таким образом спас многие еврейские общины от повторений массовых убийств в ходе Первого крестового похода, применял в качестве самого сильного аргумента утверждение, что воля Провидения состоит не в убийстве евреев, а в том, чтобы они влачили жалкое, униженное существование, которое должно продолжаться вплоть до Страшного суда, и были живым свидетельством того, что должно быть с отвергнувшими Христа.
Dialogus contra Iudaeos крещённого еврея Педро Альфонсо, написанный в 1109/1110 годах, имеет ряд необычных для своего времени характеристик, поскольку, хотя он и возвращается к традиционным литературным формам и стратегиям, он комбинирует их по-новому. Незадолго до Педро Альфонсо последователь Ансельма Кентерберийского Гилберт Криспин написал Disputatio inter Iudeum et Christianum, но остаётся неясным, знал ли Педро Ансельма и его школу. Вымышленный диалог происходит между двумя «я» одного и того же человека, новообращенного Петруса Альфонса, бывшего Моисея Иудейского.

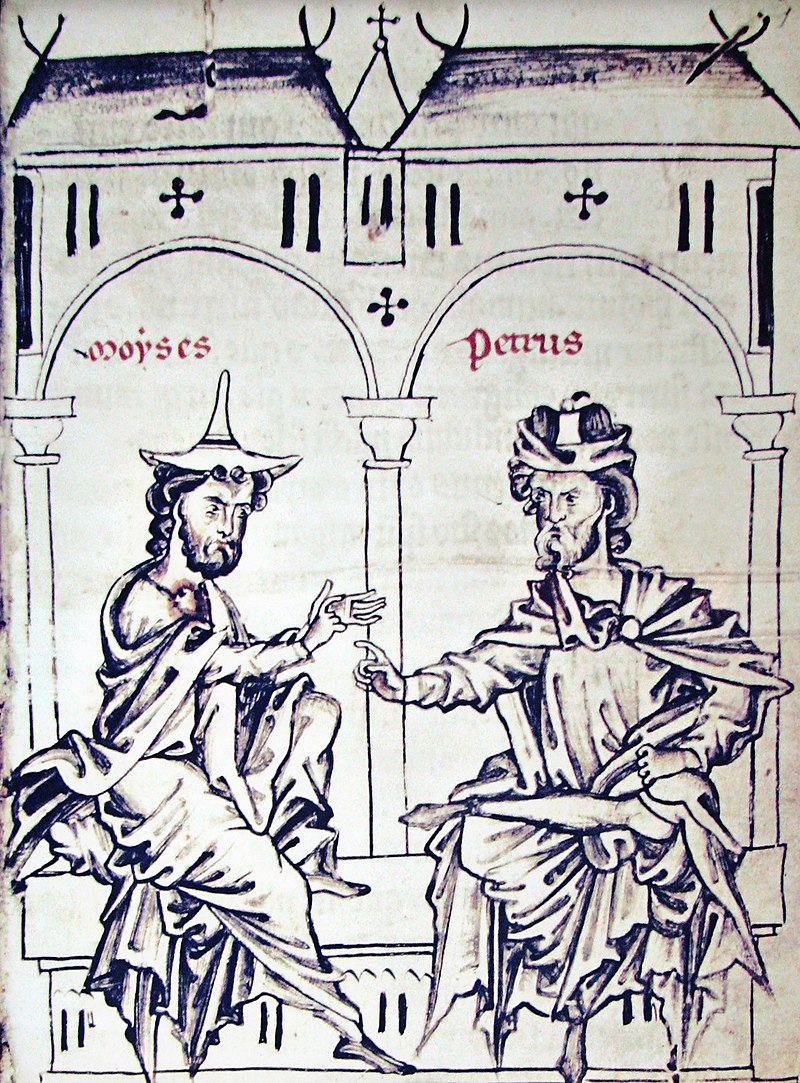
Диалог между иудеем Моисеем, изображённым в специальном еврейском колпаке, и христианином Петром, бельгийская рукопись, XIII век

Этот диалог знаменует новый и важный этап в истории еврейско-христианских интеллектуальных отношений. Отмечается введение автором талмудического материала в христианский дискурс об иудаизме, его акцент на доказательстве своих положений посредством рациональной аргументации (sola ratione). Если ранее христиане утверждали, что евреи слепо следуют старому Закону, то Петрус выдвинул другую идею, что евреи заменили его на новый и еретический закон — закон Талмуда. По его мнению, лидеры иудеев сознательно и преднамеренно сбивают свою паству с пути истинного, намеренно лгут, чтобы скрыть свой грех убийства Христа, несмотря на то, что, согласно Петрусу, они знают, что он был Сыном Божьим. Петрус утверждал, что Талмуд был написан, чтобы не дать еврейскому народу увидеть, что Иисус был Сыном Божьим.
Антисемитизм в Средние века существовал в двух смежных формах — религиозный антииудаизм («теологический» антисемитизм) и специфический «химерический» (Гэвин Ленгмюр) или «оккультный» (Джон Клир) антисемитизм. Вплоть до XI века в Европе в отношении к евреям преобладала относительная в сравнении с более поздним периодом терпимость. Однако с конца XI века, начиная с эпохи крестовых походов, враждебность к ним стала быстро расти. Согласно исследованиям американского историка Р. Ландеса (1997), это изменение произошло раньше, в начале XI века. Происходят кровавые погромы в прирейнских городах в период первых крестовых походов, истребление евреев во второй половине XII веках в Англии и Северной Франции, широко распространяются обвинения в ритуальных убийствах, кампании по сожжению Талмуда и погромы в XIII века, изгнание евреев из большей части европейских стран в XIV—XV веках.
Канадский исследователь, профессор университета Альберты (Эдмонтон) А. Гау показывал взаимосвязь между подъёмом и обострением христианских эсхатологических страхов и распространением и нагнетанием антиеврейской враждебности. Обращение к источникам, созданным на границе народной и учёной культур, привело Гау к выводу, что антисемитские представления переносились из верхнего культурного слоя в нижний. Трансформация социальной и этнической фобии по отношению к евреям в химерический антисемитизм была произведена образованной элитой европейского общества. В XIV—XV веках сочинения об антихристе и конце времён всё в большей степени наполняются антисемитскими элементами; наиболее пугающие образы представлены в немецких текстах. Ряд схоластов пытался доказать несостоятельность представления о евреях как потенциальных слугах антихриста, но господствующим осталось представление, ассоциирующее иудеев с образами Апокалипсиса.
В средневековой Европе евреям было запрещено участвовать в общественной экономической деятельности и состоять в гильдиях, в результате чего они с молчаливого согласия суверена нередко находили работу в качестве ростовщиков или сборщиков налогов. Несмотря на то, что евреи обычно не преобладали ни в одной из профессий, они стали ассоциироваться с этими профессиями и, следовательно, с суверенной и финансовой властью. Политические оппоненты обвиняли правителей в том, что они стали «иудействующими». Так, Саймон де Монфор обосновал праведность своего восстания против Генриха III в Англии тем, что король поддерживал экономическую деятельность евреев. По мнению Ниренберга, это основывалось на учении святого Августина о том, что евреев следует терпеть лишь как отрицательных пример того, что ожидает приверженцев проигравшей и испорченной веры. Сторонник Де Монфора теолог XIII века Роберт Гроссетест в отношении своих оппонентов утверждал, что «такие лорды, подобно евреям, пьют кровь своих подданных».
Мощные антииудаистские настроения способствовали массовому изгнанию или насильственному крещению еврейского населения европейскими монархами. Обширные территории Европы стали зонами, свободными от евреев. Однако это расширило масштабы и диапазон западного антииудаизма, поскольку граница между евреями и неевреями стала размытой. Инквизиция в Испании, направленная на борьбу против тайных иудеев, привела к обвинениям в «еврейских наклонностях» даже за отказ купить яблоко в субботу или кивание головой во время молитвы. В Европе, почти свободной от евреев, каждый потенциально мог быть обвинён в том что он является евреем или «иудействующим». В преследовании евреев, антиеврейской проповеди и попытках обращения евреев в христианство активно участвовали католические монашеские ордена, — францисканцы, доминиканцы и иезуиты, — которые играли важную роль во взаимоотношениях между католической церковью и евреями.
События из жизни Иисуса, связанные распятием и описанные в Евангелиях, были преобразованы и включены в христианский ритуал и в конечном итоге нашли свое отражение в мистериях и страстных пьесах, ставших популярными общественными мероприятиями в христианских общинах по всей Европе. В свою очередь, эти религиозно-обрядовские пьесы оказали свое влияние на школьные драмы, преподававшие религиозные уроки, и масленичные пьесы (фастнахтшпиль), из которых постепенно развились более современные формы драмы. Эти драматические представления содержали в себе антисемитские предрассудки, имея тенденцию подчёркивать коллективную вину евреев за распятие Иисуса, очернять евреев или традиционных еврейских персонажей, которые выступали в качестве сценического типа, и прямо пропагандировали антисемитское поведение или антисемитские взгляды. Леонард Свидлер и Джерард С. Слоян в своих комментариях к страстной пьесе Обераммергау в отношении образа евреев и иудаизма определяют «проблемные места», «антисемитски заряженные элементы», которые сохраняются в современных версиях этого по-прежнему популярного произведения. Они отмечают литературные формулировки, которые посредством обобщения поощряют обвинение всех евреев как I века, так и всех последующих времён за их неприятие Иисуса и его распятие.
Еврейские сценические персонажи традиционно использовались почти исключительно как напоминание о еврейском зле, проявлявшемся в нечестном ростовщичестве, осквернении гостии или убийстве христианских детей в еврейских ритуальных целях. Они изображались злодеями, пособниками дьявола, воплощениями антихриста или мишенями заслуженного христианского гнева или юмора. Позитивные еврейские персонажи на сцене или в поэтических произведениях до XVII века были невозможны, учитывая теологическую цель христианского антисемитизма и более жестокий и репрессивный курс этого антисемитизма после крестовых походов. Само слово «еврей» рано стало проклятием в европейских языках. Вплоть до XIX века простое упоминание еврея имело оскорбительный, осуждающий смысл. Поэтому упоминание еврейства персонажа в любом литературном контексте может означать пренебрежение по отношению к этому персонажу, если только другие литературные свидетельства в том же контексте не противоречат такому пониманию.
Произведения церковной письменности Киевской Руси содержат полемику с иудейским учением, актуальную как для византийского, так и для русского православия. Антииудейские тенденции усматриваются в наиболее раннем известном оригинальном древнерусском литературном произведении «Слове о законе и благодати» Илариона середины XI века. Наличие резких антииудейских пассажей, по мнению Л. Мюллера, может свидетельствовать, что Слово могло служить собранием материалов для антииудейского полемического документа, но само по себе таковым не являлось, поскольку автор считал, что ушедший в прошлое иудаизм неактуален («иудейство бо преста, и закон отъиде», «Июдея млъчит»).
В Московской Руси на церковных соборах 1488 и 1490 и др. годов состоялось осуждение так называемой «ереси жидовствующих». Большинство «еретиков» были церковными реформаторами различных воззрений, но противники обвиняли их в «жидовстве». Один из наиболее последовательных противников «ереси» новгородский архиепиископ Геннадий поручил большой группе переводчиков под руководством Дмитрия Герасимова выполнить полный перевод Библии с латыни, который был окончен в 1498 году. Затем были переведены западные антииудейские памфлеты «Иудейское безверие» Николая Делира (1501) и «Учителя Самоила Евреина на богоотметные жидове обличительно пророческими речами» (1504). Православными реформистами было спровоцировано появление в XVI веке обширной полемической литературы, включая инвективу Максима Грека в отношении некоего «Исаака Жидовина, волхва и чародея и прелестника» (1517), большое число памфлетов Иосифа Волоцкого и др. Страх перед «ересью», которая якобы исходит от евреев, и традиционный христианский антииудаизм длительное время определяли враждебное отношение русского православия к евреям. Церковь подталкивала власти к антиеврейским акциям, включая поголовное истребление не желавших креститься евреев в завоёванных Иваном Грозным городах, а также к принятию указов, которые запрещали евреям въезд на территорию Московской Руси. В Средние века некоторые православные монахи воспринимали Москву как «Третий Рим» и «Второй Иерусалим». Статус единственного хранителя истинной веры в мире апостасии сделал Русскую церковь единственным законным претендентом на звание «Нового Израиля».

## Новое и Новейшее время

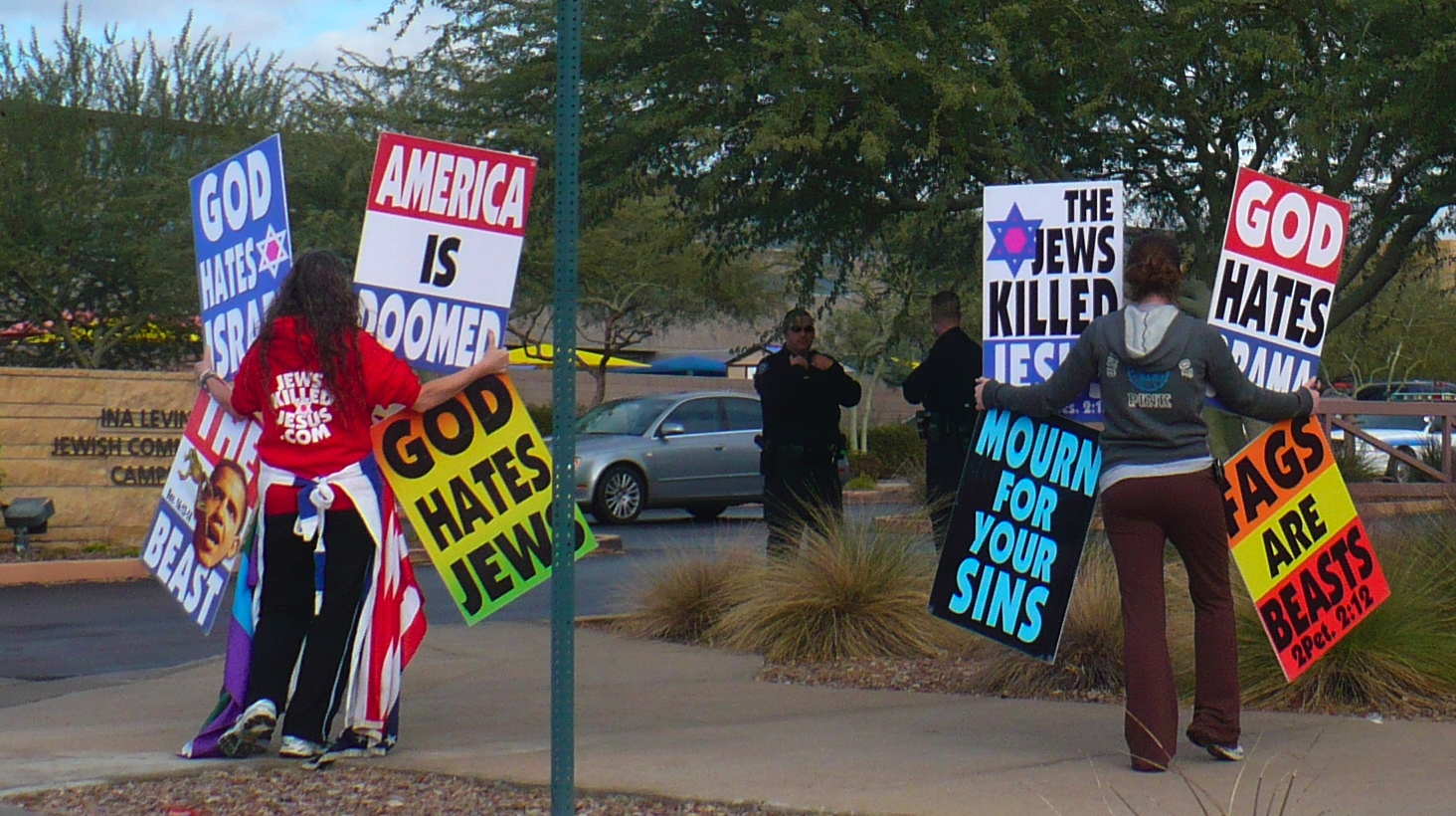
Члены Баптистской церкви Вестборо с антисемитскими плакатами («Евреи убили Иисуса», «Бог ненавидит евреев» и др.) пикетируют еврейский общественный центр (2010)

Мартин Лютер в своей полемической работе «Иисус Христос родился евреем» (1523) пришёл к выводу, что католическая версия христианства «даже хуже», чем иудаизм, поскольку сосредоточена на плоти и лицемерна. Он обвинял своих оппонентов-папистов в «фарисействе» и пытался убрать еврейское влияние из Слова Божьего. Позднее он занял более жёсткую линию по отношению к реальным евреям («О евреях и их лжи», 1543), что, предположительно, связано с влиянием попыток католиков обвинить в «иудействовании» его самого. Эта линия Лютера привела к насильственному изгнанию евреев к 1570-м годам из большинства немецких земель. Лютер стремился своих оппонентов изобразить ещё большими «евреями», чем сами евреев, обвиняя их в «извращении» таинств и других «еврейских преступлениях». Лютер перевёл дебаты вокруг толкования Священного Писания и слова Божьего на осуждение собственно евреев, превратив призрак иудаизма в «реальную» угрозу.
Несмотря на интерес ряда гуманистов к еврейской учености, в том числе к каббале, общее негативное отношение к евреям и иудаизму сохранялось. В рамках идеалистической философии XIX века, несмотря на многообразие определений христианства, которые были предложены разными его представителями, такими как Иммануил Кант, Г. Ф. Гегель, И. Г. Фихте, все они утверждали превосходство христианства над иудаизмом.
То обстоятельство, что как общий характер западной цивилизации, так и формы национального сознания европейских наций сформировались под влиянием христианского наследия, послужило основой для нового национального антисемитизма, который если не в прямо богословском, то в социально-культурном плане является христианским: французский католицизм во время и после дела Дрейфуса, протестантизм в движении, которое возглавлял в Германии придворный проповедник Адольф Штеккер и др.
Ряд униатских церквей на Ближнем Востоке деятельно противились принятой на Втором Ватиканском соборе декларации о евреях как по политическим, но и по принципиально богословским причинам.
В XIX веке Русская православная церковь ввиду своего традиционного антииудаизма не поддерживала идею предоставления евреям гражданского равноправия. Мыслители, принадлежавшие к русскому религиозному возрождению конца XIX — начала XX века преимущественно продолжали традицию христианского филосемитизма, восходившую к Владимиру Соловьёву. Однако позиция православных мыслителей нередко включала традиционные антииудаистские мотивы.
В XIX веке авторами псевдонаучных расовых теорий была создана концепция «арийского христианства» («деиудаизации», «ариизации» христианства), согласно которой христианство имеет «арийское» происхождение и сущность и должно быть очищено от наследия иудаизма. Центральной является идея «арийского Иисуса» о том, что Иисус Христос по происхождению или по духу был «арийцем». Концепция получила распространение в XX—XXI веках в рамках национал-социализма, неонацизма и неоязычества.
В конце XIX — первой половине XX века один из авторов «арийской» идеи Хьюстон Чемберлен и его последователи призывали очистить Ветхий Завет от «семитизма». Чемберлен апеллировал не к внешности Иисуса, а к его «духу». По его мнению, Иисус поднял «флаг идеализма», тем самым бросив вызов иудаизму. Чемберлен призывал к «деиудаизации» христианства и созданию нового «арийского» Евангелия. Позднее он провозгласил истоком христианства персов. Йорг Ланц фон Либенфельс, один из основателей эзотерического расистского учения ариософии, в книге «Теозоология» (1904) писал, что Иисус пришёл для возрождения сексуально-расистского гнозиса с целью спасти избранный народ — «арийскую расу». Чудеса Иисуса и его Преображение рассматривалось как подтверждение его «электрической» божественной природы. Страсти Христовы интерпретировались как попытка насилия, искажения природы, которую предприняли «пигмеями», сторонники сатанических бестиальных культов, стремящиеся к расовому смешению.
«Арийское христианство» было одной из ключевых идей концепции идеолога НСДАП Альфреда Розенберга, трансформировавшего его в эксклюзивную расовую религию. Розенберг противопоставлял Иисуса христианской церкви. Он утверждал, что евреи в лице «фарисея» апостола Павла в своих интересах «извратили» истинную суть учения Христа, а сам Иисус не был евреем. Розенберг считал, что из христианства необходимо выбросить все положения о смирении и любви к слабым, а Христа сделать не мучеником, а героем. Господство любви ведёт, его по мнению, к расовой и культурной деградации. Розенберг попытался разделить христианство на «позитивное», восходящее к нордическим (языческим), ценностям военной доблести и «негативное», пропитанное «сирийско-этрусским духом» любви. По его мнению, для первого была важна жизнь Иисуса, а для второго — его смерть. Древние германцы в его представлении не признавали всесильного Бога, они рассматривали человеческую душу священной и считали себя равными своим богам природы.
В 1929 году в Тюбингене возникло «Движение германской веры», основанной на «расовых принципах» с элементами германского язычества, индуизма и христианства. Его сторонники поклонялись Гитлеру и считали, что лишь через него можно достичь Христа. Приверженцы «германского христианства» поддерживали «возрождение» немецкого народа при национал-социализме и доказывали, что церковь вполне соответствует национал-социалистической идеологии. Эта, по словам А. Дэвиса, «нарциссическая церковь», отстаивала идею арийского происхождения Иисуса, связывала христианство с «кровью» и стремилась очистить его от остатков иудаизма. Одной из задач «германского христианства» было объединение немецкой нации, расколотой по религиозному признаку. Однако при нацистском режиме это движение вошло в конфликт с учрежденной властью Исповедальной церковью, ставившей ту же задачу, но отдававшей предпочтение протестантам. «Движение германской веры» было «третьей конфессией», отличной от протестантов и католиков и стремилось собрать вокруг себя религиозные группы, не связанные с христианством — расистов-язычников и эзотериков, которые ещё в Веймарский период призывали очистить христианство от «семитизма». Нацистское государство объявило себя сторонником «позитивного христианства» и воздерживалось от откровенной поддержки какой-либо из конфессий, хотя и симпатизировало протестантизму. В конечном итоге нацистский культ основывался на идее Третьего рейха и ему не нужны были никакие другие боги. Германская христианская церковь объявляла избранным народом немцев и утверждала, что Христос был послан именно к ним.
В 1920-х — 1930-х годах в Соединённых Штатах возникло ответвление британского израилизма, получившее название «христианской идентичности». В то время как первые британские израилиты, включая Эдварда Хайна и Джона Уилсона, были филосемитами, «идентичное христианство» отличается антисемитской теологией, пропагандируя идею, что евреи являются потомками Сатаны или идумеев — хазар (хазарский миф).
Британский израилизм в сочетании с идеей «мирового еврейского заговора» составляли представления Уильяма Кэмерона, начавшего свою карьеру в качестве писателя для еженедельной газеты Генри Форда Dearborn Independent и публиковавшего еженедельную серию антисемитских статей, позднее собранных в четырёхтомный труд под названием «Международное еврейство» (1920—1922). Кэмерон использовал основную идею британского израилизма и на её основе сделал вывод, что представители «англосаксонской расы» были истинным избранным народом Божьим. Он пришёл к заключению, что люди, называвшие себя евреями и утверждавшие, что они избранный народ, являются самозванцами и мошенниками.
«Переходной» фигурой от британского израилизма к «идентичному христианству» (не его фактическим основателем) считается Говард Рэнд. Примерно в 1924 году Рэнд начал утверждать, что евреи произошли от Исава или хананеев, а не от колена Иуды. Он никогда не заходил так далеко, чтобы защищать доктрину «змеиного семени», согласно которой современные евреи являются потомками сатаны; он лишь утверждал, что они не прямые потомки Иуды. В то время как многие ключевые аспекты «идентичного христианства», такие как доктрина «змеиного семени», существовали в рамках британского израилизма ещё в 1880-х годах, собственно «идентичное христианство» выделилось в качестве отдельного движения в 1940-е годы, в первую очередь в связи с вопросами расизма и антисемитизма, а не христианского богословия. Доминирующей фигурой в разработке и организации движения «христианской идентичности» в Соединённых Штатах в 1940-х годах стал сын методистского священника и бывший организатор Ку-клукс-клана в Калифорнии Уэсли Свифт. Свифт интегрировал в доктрину «христианской идентичности» идею «расовой чистоты». В 1950-х годах Свифт завербовал Ричарда Батлера, который позже усовершенствовал концепцию, обозначив евреев как буквальное порождение Сатаны. В сотрудничестве с американским неонацистским лидером Джорджем Линкольном Рокуэллом Батлер работал над объединением неонацистской политики с христианской религией, полагая, как и Рокуэлл, что близость американцев к христианству и христианской символике будет полезна для популяризации нацистских политических убеждений и заложит основу для возможного успеха на выборах.
Теология «христианской идентичности» оказалась мощным инструментом вербовки политически мотивированных антисемитов, поскольку антисемитизм в рамках этой идеологии может быть теологически «оправдан» и облечён в форму религиозных ценностей. Однако «христианская идентичность» не признаётся ни одной другой деноминацией в качестве подходящего выражения христианства.
Русское православие разделяет большую часть многовековых идей христианского антисемитизма с другими христианскими конфессиями. В то же время существует ряд уникальных черт, которые придают православному антисемитизму и его теологическому отношению к еврейским вопросам особую окраску. Русская православная церковь уделяет особое внимание трудам отцов церкви, которые проводили резкое различие между христианством и иудаизмом и писали много резких антииудейских утверждений. Богословская традиция Византии, где полемический антииудейский трактат стал самым популярным жанром, оказала большое влияние на Россию.
Русская православная церковь также отличается особым интересом к апокалиптическим темам и демонологии. Многие старые православные труды идентифицируют грядущего антихриста как иудейского князя. Высказывалось предположение, что евреи, отвергнув Иисуса, особенно уязвимы для демонических сил и, следовательно, будут играть важную роль в качестве сторонников антихриста в эсхатологический период. Важен также особый интерес к теологии замещения.
Ряд видных представителей русской православной интеллигенции нередко высказывал антиеврейские взгляды, включая Ивана Аксаков, Фёдора Достоевского, Николая Гоголя. Мыслители, которые стремились дать новое решение вопроса об отношении христианства к евреям, такие как Владимир Соловьёв, Николай Бердяев, не столько пытались понять реальность иудаизма, сколько ограничивались собственно своими философскими построениями.
Одним из важных мест в православной политической эсхатологии стали слова апостола Павла об «удерживающем» (катехоне) как о силе, мешающей антихристу прийти в наш мир (2Фес. 2:7). К концу XIX века ряд русских священников стали считать «удерживающим» православное государство и установившийся в нём «правовой порядок». Так в русском православии сформировалась идея, что лишь русский царь способен сдерживать силы, которые влекут наступление Апокалипсиса, царь и есть «удерживающий». Одной из основных идей православной политической эсхатологии со времени Сергея Нилуса, включая православных государственников и националистов, является восходящая к той же фразе апостола Павла «тайна беззакония». Это понятие часто связывается с «еврейским» или «иудео-масонским заговором», иногда с Октябрьской революции.
Антисемитская идеология постсоветского околоцерковного монархизма имеет своим источником антисемитскую литературу конца ХIХ — начала XX века. В первую очередь отмечается «карловацкий след» в традиции русского православия. Будучи исторически тесно связанной с фашистскими режимами Европы, идеология РПЦЗ восприняла антисемитские мифы. Хотя зарубежники стремились к сохранению дореволюционных традиций, однако по причине своей политизации Зарубежная церковь проявляла симпатии к праворадикальным режимам.
Объектом внимания идеологов православного антисемитизма стала также «ересь жидовствующих». Современная интерпретация «ереси» православными сторонниками жесткой линии значительно шире, чем в других источниках. И протестантизм, и католицизм рассматриваются как проявления иудействования, «жидовствования». Протестантизм иногда представляется не более чем ветвью иудаизма, тогда как католицизм осуждается за его слишком примирительные решения относительно христианско-еврейских конфликтов. «Подрывная» деятельность в виде иудействования приписывается священникам РПЦ еврейского происхождения. Православные священнослужители выразили особую обеспокоенность деятельностью и духовным влиянием Александра Меня, харизматичного православного священника и писателя еврейского происхождения, обратившего в православие многих представителей русской интеллигенции, убийство которого в 1990 году остаётся нераскрытым.
Другим заметным компонентом современной антисемитской идеологии, основанной на православной традиции, является вера в «ритуальное убийство». Например, Владимир Осипов, глава союза «Христианское возрождение», сопредседатель Организационного комитета «Русских православных сил», призывал к «разоблачению талмудического заговора против России» и «хасидских и сатанинских сект», практикующих «ритуальное убийство». В постсоветской России можно встретить как упрощенное возрождение кровавого навета, так и более политически изощрённые обвинения. Так, в середине 1990-х годов в российских периодических изданиях состоялся полемический обмен мнениями по вопросу святости последнего российского императора Николая II, убитого вместе со своей семьей большевиками. Православные антисемитские авторы приняли активное участие в дебатах, выделив среди преступников заявленных ими «евреев» и одного реального еврея — Якова Юровского — и изобразив казнь как «ритуальное убийство»; по мнению антисемитских авторов, этот акт был призван унизить Россию и высмеять Православную церковь. Из идеи, что царь был подвергнут истязаниям евреями, некоторые священнослужители делают вывод, что это обстоятельство уподобляет царя Христу и само по себе даёт ему право на святость. Другие священники идут ещё дальше, предполагая, что русская история повторила жизнь Христа. Большевистская революция с её «еврейскими» палачами связывается с «распятием России».
Решение вопроса, кто виноват в убийстве царской семьи, стало камнем преткновения в среде православных монархистов — водоразделом между теми, кто согласен воспринимать революционные события в историческом плане, и ультранационалистическими монархистами, которые склонны к мистическому взгляду, предпочитают в отношении России говорить о «метаистории» — эта группа в современное время представляет царебожничество. Первые считают, что участие в цареубийстве и в кровавом перевороте «тайных сил» не снимает вину за это новое «распятие Христа» с русского народа. Вторые утверждают, что сам русский народ, был «обманут тайными слугами антихриста», «не распинал Христа», а вина его лишь в попустительстве злу, совершённому «жидомасонскими силами».
Распад Советского Союза и конец тысячелетия создали среду, особенно благоприятную для апокалиптических спекуляций и тревог. Многие русские православные нарративы представляют реальных или воображаемых евреев как нового антихриста, стремящегося к приближению конца света. В 1990-х годах популярными кандидатами на этот титул были Михаил Горбачев (он появляется в ермолке во многих ультранационалистических газетах) и Георгий Романов, наследник династии Романовых, живущий в Германии, среди предков которого, по мнению некоторых православных генеалогов, было несколько евреев.
Интерес к идее «колена Данова» снижается в XXI веке вместе с падением социологически фиксируемого антисемитизма.

## Иконография

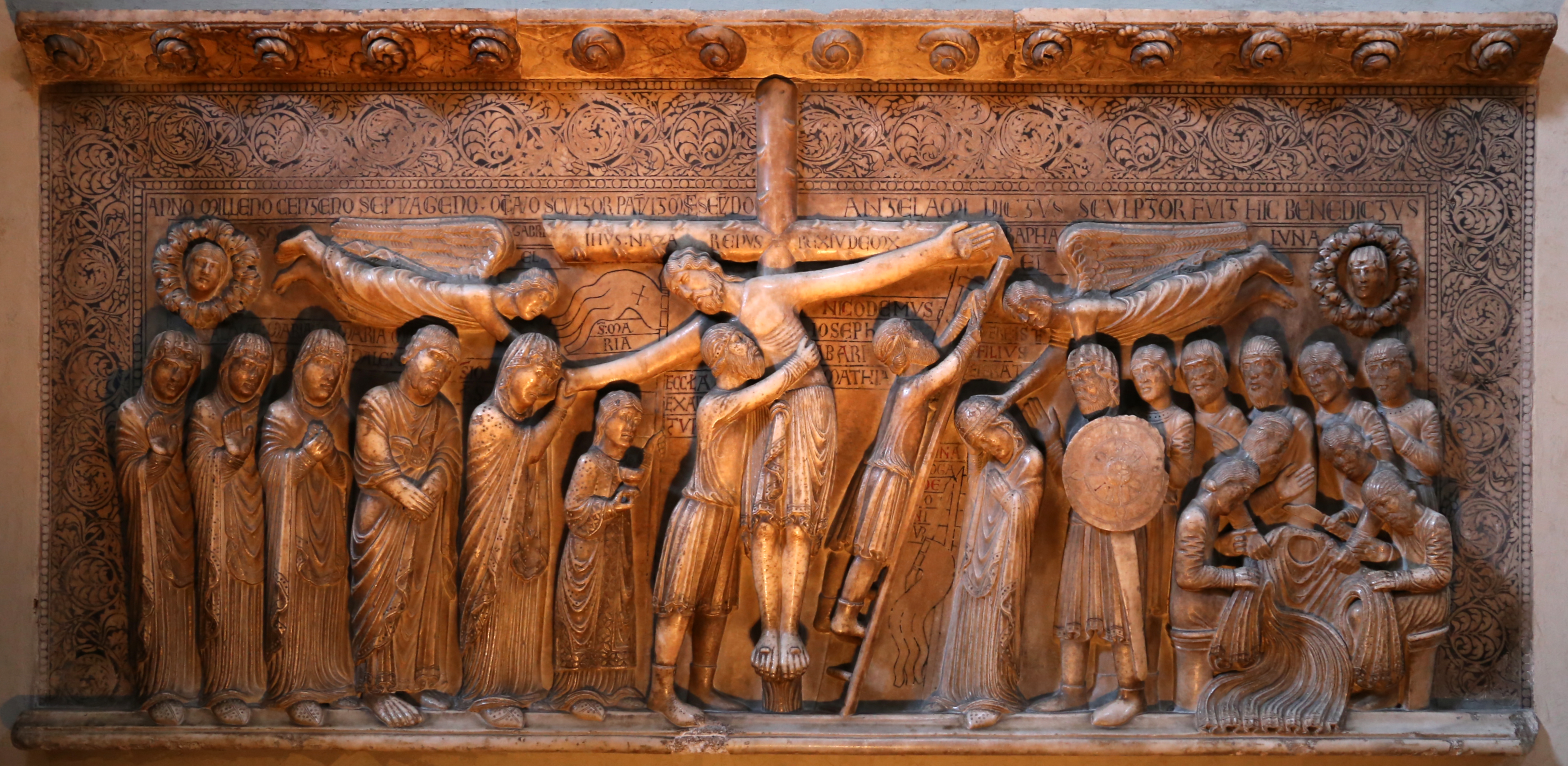
Мраморный рельеф Бенедетто Антелами

Графические изображения евреев в рамках христианского искусства (изображения с явным христианским содержанием, используемые в религиозном контексте), развивавшиеся на протяжении столетий оказывали определяющее влияние на восприятие евреев. Такие изображения способствовали формированию представлений об иудаизме, визуализировав образы еврейства, встречающимся в литературных и полемических текстах. Наиболее явно это заметно в художественных интерпретациях библейских тем. Попытка художника проиллюстрировать библейскую историю часто выходила за рамки буквального прочтения текста и раскрывала интерпретацию автора или его покровителя. Таким образом, христианское искусство может отражать существенные аспекты истории антисемитизма, в том числе документируя события, которые происходят в политике и обществе.
Антисемитизм в средневековом искусстве выражен в образах, которые развивают популярные изобразительные темы «убийства Христа», духовной слепоты евреев, их преданности демоническому началу, заговора и животного начала. Образы связаны с давними христианскими теологическими верованиями, они имели свои социальные функции и последствия для средневековых евреев. Шаблонный зловещий образ еврея, который был сформирован на фоне средневековой христианской культуры, основанной на твердо установленных догматах и стереотипах, неоднократно повторялся в разных вариантах и передавался в поколениях в формах баллады, мистерии, в иконописи, церковной скульптуре, проповеди с амвона и в фольклоре.

## Влияние на светский антисемитизм
Христианское, по мнению многих исследователей, в своей основе презрение к иудаизму и отрицание его проявились в более поздних, не относящихся непосредственно к христианству. В духовных течениях, таких как Просвещение, современный национализм и другие нерелигиозные движения, включая социализм, не относящихся непосредственно к христианству, проявилось христианское, по мнению многих исследователей, в своей основе презрение по отношению к иудаизму и его отрицание. Традиционное христианское отношение к евреям и иудаизму отражено и в работах антихристианских и антиклерикальных авторов.
В период секулярности теологический христианский антииудаизм не исчез, но продолжил развитие. В условиях распространения всеобщего образования и развития средств коммуникации конспирология получила значительное развитие. Утрата прежнего порядка и крупные революциями порождали новые страхи. Средой для конспирологии стали синкретические религиозные культы, сочетавшие христианство, неоязычество и восточные духовные традиции. В том же направлении действовали светские организации. Происходит смещение дискурса из области богословия в сферу расовой идеологии, переход от христианского антииудаизма к антисемитизму в узком смысле. Расовый, этнический антисемитизм с конца XIX века представляет собой новое явление, сформировавшееся на основе этнического национализма, когда негативное отношение к евреям становится квинтэссенцией для всех модерных ксенофобий. Это отношение получило оформление вначале в Европе, а затем оттуда, в первую очередь, из Франции, было импортировано в Россию, где нашло почву в среде популярной околоправославной апокалиптики. В последней трети XIX века церковная пропаганда в разных странах, широко использующая прессу, обращается к антиеврейской риторике и смешивает темы обвинения евреев, которые вышли из старого христианского антииудаизма с идеями расистской юдофобии, сформировавшимися к этому времени. Определение еврея в качестве «великого мастера лжи» связывает наследие средневекового антииудаизма, христианского или мусульманского, с тематикой «Протоколов сионских мудрецов». Еврейский заговорщик воспринимается как преемник преобразившегося Сатаны, «сионские мудрецы» — как продолжатели его дела. Имеющий корни в средневековом антииудаизме негативный стереотип «вредоносности», сатанинский стереотип, ложится в основу обвинительной схемы, как «ревизионистской», так и «негативистской». Евреи, или, на языке эвфемизмов, представители «мирового сионизма» обвиняются в создании «легенды» о Холокосте — об их собственном уничтожении нацистами.
Историк Леон Поляков (1996) отмечал, что христианский антииудаизм не исчез с наступлением эпохи науки. С появлением антисемитизма «для неискоренимых чувств и ресентимента христианского Запада потребовалось быть выраженными в новом словаре». По мнению Жанны Фавре-Саады, причина сохранения этой враждебности заключается в сохранении поддерживавшей её культуры — комплекса представлений и христианских обычаев относительно евреев, распространявшихся и передаваемых на протяжении девятнадцати столетий посредством различных средств коммуникации: богословия, литургии, закона, предикативности, катехизиса, семейного воспитания, частных мнений. В эпоху науки церковь посещает меньше христиан, но религиозные представления продолжают влиять на массовое сознание.
Историк и политолог Вальтер Лакер писал, что переход от религиозного антисемитизма к расовому был достаточно плавным. По мнению Лакера, расовый антисемитизм мог быть воспринят в основном теми, чьё образование веками базировалось на антисемитской религиозной доктрине с акцентом на обвинении евреев в распятии Христа. Стивен Баум отмечает связь между расовым антисемитизмом и средневековым инквизиционным принципом «чистоты крови».
Историк Уриэль Таль в книге «Иудаизм и христианство во Втором рейхе» делил расовый антисемитизм на «христианский» и «антихристианский». По мнению Таля, христианство было основой антисемитизма даже для отошедших от религии немцев. Таль писал, что «возникло определённое наследственное развитие христианской антисемитской традиции, а, с другой стороны, в нём существовало некое сопротивление самому христианству, которое само опиралось на еврейские источники».

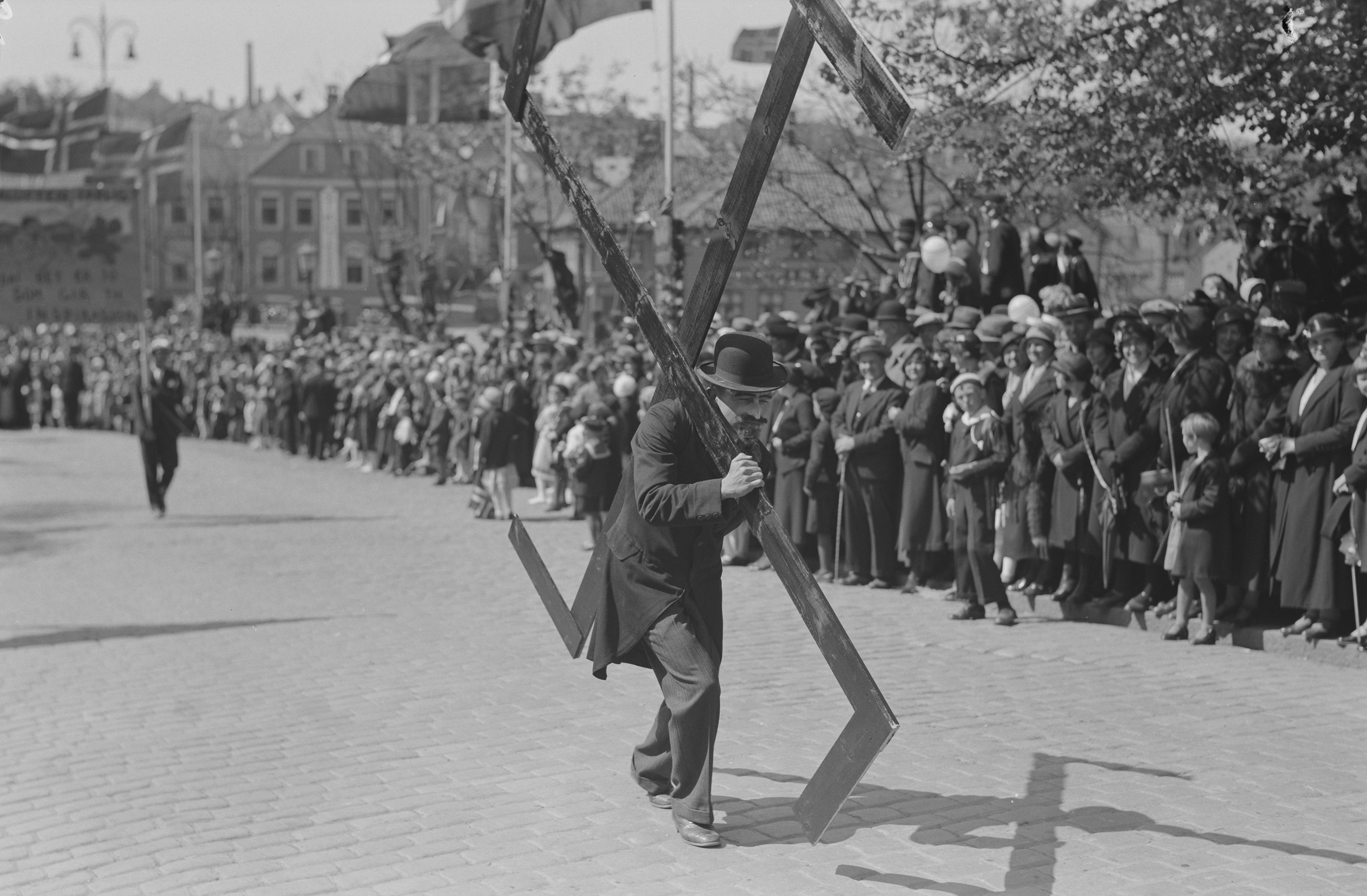
Студенческий парад во время празднования Дня конституции Норвегии 17 мая в Ставангере, 1930-е годы. Ученик старшей школы, одетый как карикатура на еврея несёт на спине большую свастику; на нём висела табличка с текстом «Наконец-то евреям тоже дали крест, который нужно нести»

Холокост проводился в преимущественно христианской стране, и «Майн Кампф» Адольфа Гитлера, оправдывая идею выселения евреев, апеллировал к христианским темам. Антисемитская идеология нацизма заимствовала многие элементы из христианского антииудаизма, вписав их в рамки тоталитаризма. Польский социолог Зигмунт Бауман считал, что нацисты переосмыслили многовековую ненависть к евреям как современную форму расовой «болезни», поразившей немецкое политическое тело и требовавшей срочного «искоренения». Бауман утверждал, что «истребительный антисемитизм» возник при нацистах как вариант традиционного христианского антииудаизма. Историк Саул Фридлендер («Нацистская Германия и евреи», 1997) предложил дополнительную интерпретацию причинности Холокоста — «искупительный» антисемитизм. Хотя «искупительный» антисемитизм восходит к элементам христианского антииудаизма и расового антисемитизма, он существенно отличался. Фридлендер соединил религиозный идеал искупления через разрушение с нацистским страхом «расового вырождения» из-за смешения рас, связанным с опытом европейского колониального расизма.
Историограф Холокоста Рауль Хильберг рассматривал политику нацистов как продолжение христианского антисемитизма:

Христианские миссионеры говорили нам (евреям), в сущности, следующее: вы не имеете права жить среди нас как евреи. Пришедшие им на смену светские правители провозгласили: вы не имеете права жить среди нас. Наконец, немецкие нацисты постановили: вы не имеете права жить… Следовательно, нацисты не отбросили прошлое, они основывались на нём. Не они начали этот процесс, они лишь завершили его.
Некоторые авторы считают, что нацистский антисемитизм с его программой уничтожения евреев вдохновили в том числе антиеврейские проповеди Иоанна Златоуста. Стивен Кац интерпретирует тексты Златоуста как «решающий поворот в истории христианского антииудаизма, поворот, окончательным уродливым последствием которого стал политический антисемитизм Адольфа Гитлера». Во время Второй мировой войны нацистская партия в Германии использовала тексты Златоуста для оправдания геноцида евреев в глазах немецких и австрийских христиан. Его работы часто цитировались и переиздавались. Стивен Джейкобс считает, что подлые насмешки над евреями, искажения, казуистика и даже богохульство в словах Златоуста, о которых ранее писал англиканский священник Джеймс Паркс, продолжались до XX века, включая также проповеди исламских имамов.

## Преодоление
Только в XVII веке в пуританских и некоторых кальвинистских и пиетистских кругах стало формироваться новое отношение к евреям. Эта трансформация дала новый стимул для миссионерской деятельности, поскольку евреи, при положительном отношении к ним, стали восприниматься в качестве «благородного народа» Ветхого Завета, который в надлежащее время «достигнет совершенства Нового Завета».
После того, как антисемитские тенденции достигли полного развития и нашли свое окончательное выражение в событиях XX века, некоторые христианские круги подвергли пересмотру свои позиции. Возникло представление, что антисемитизм в фундаментальном смысле обладает также антихристианской природой и даже в антихристианском (нацистском, советском и др.) антисемитизме присутствует доля вины христианства. По этой причине многие современные христианские мыслители предпринимали попытки переосмыслить концепцию христианства в качестве истинного осуществления обетования библейского Израиля так, чтобы она не входила в противоречие с легитимностью существования еврейского народа, не умаляла его достоинства и в то же время не подрывала основные христианские положения. Они пытались изменить традиционное антиеврейское представление о послебиблейском иудаизме как о мёртвом или закоснелом, лишённом духовной жизни и динамизма. Многими христианами переосмысливается отношение к иудаизму в узкорелигиозном аспекте, — к иудаизму как к вероисповеданию. Они и не понимают, как оценивать такие «светские» еврейские явления, такие как сионизм и современное Государство Израиль. Христианский мир не преодолел двойственности, которая исходит из связи с иудаизмом и отличия от него.
Перемена в отношении христиан к иудаизму более характерна в плане западного христианства — католицизма и протестантизма, но не восточных церквей. Православные и другие восточные христианские церкви являются более консервативными, их богословские труды и литургия и в настоящее время сохраняют антиеврейские идеи.
Католики и протестанты «сняли» с иудеев «вину» за распятье Христа и исключили любые антиудейские намёки из своих богослужебных текстов, тогда как в русском православии ситуация остаётся неоднозначной. В марте 1993 года в Афинах состоялась встреча православных священнослужителей с раввинами, на которой обсуждался вопрос антииудейских материалов в литургических текстах православной церкви. Это событие вызвало резкую негативную реакцию у православных фундаменталистов, которые увидели в этом святотатство и признак апостасии.
После Второй мировой войны христианские церкви осудили использование нацистами произведений Златоуста, объяснив его слова ссылкой на исторический контекст. Вальтер Лакер отмечает, что в IV веке общий дискурс был жестоким и агрессивным и что в то время, когда христианская церковь боролась за выживание и признание, милосердие и прощение не были востребованы.